# 한국금융연구원
한국금융연구원(韓國金融硏究院, Korea Institute of Finance ; KIF)은 대한민국 국내외 금융제도, 금융정책 및 금융회사 경영 등 금융전반에 걸친 과제를 체계적으로 연구, 분석함으로써 금융산업 발전과 금융정책 수립에 기여하기 위하여 설립된 사단법인이다. 전국은행연합회 금융경제연구소를 모태로 1991년 분리·독립하였다. 서울특별시 중구 명동1가 4-1 은행회관 5층~8층에 위치하고 있다.

## 연혁
- 1990년 12월 21일 한국금융연구원 설립 발기인총회 (32개 은행장 참석)
- 1991년 2월 8일 한국금융연구원 창립총회 (정관 제정)
- 1991년 4월 9일 사단법인 한국금융연구원 설립 인가 (재무부령 제1653호)
- 1991년 4월 25일 사단법인 한국금융연구원 설립 등기
- 1991년 5월 6일 초대 박재윤 원장 취임
- 1992년 7월 14일 제2대 박영철 원장 취임
- 1998년 7월 14일 제3대 정해왕 원장 취임
- 2004년 7월 14일 제4대 최흥식 원장 취임
- 2007년 7월 14일 제5대 이동걸 원장 취임
- 2009년 3월 16일 제6대 김태준 원장 취임
- 2012년 3월 16일 제7대 윤창현 원장 취임
- 2015년 3월 16일 제8대 신성환 원장 취임
- 2018년 3월 16일 제9대 손상호 원장 취임
- 2021년 3월 16일 제10대 박종규 원장 취임
- 2024년 3월 16일 제11대 이항용 원장 취임

## 조직

### 부원장
- 연구조정실
- 기획협력실
  - 기획홍보팀
  - 정보자료팀
- 행정실
- 감사실

#### 연구실
- 금융산업연구실
- 자본시장연구실
- 거시국제금융연구실
- 특임연구실

#### 연구센터
- 해외금융협력지원센터
- 금융소비자보호 및 서민금융연구센터
- 금융리스크관리연구센터
- 창조금융연구센터
- 보험금융연구센터
- 금융인력네트워크센터
- 금융소비자교육센터

## 주요 업무
- 국내외 금융경제동향에 대한 연구 및 분석
- 금융회사 경영효율성 및 국제경쟁력 제고를 위한 조사 및 연구
- 금융 부분에 관한 정부, 금융계, 학계와의 의견 교환 및 수렴
- 대한민국 국내외 주요 연구기관과의 연구협력 및 공동연구사업 추진
- 대한민국 국내외 최신 금융경제정보의 수집 및 분석
- 금융정책에 관한 정부의 연구용역 수행
- 금융회사의 연구용역 수행

## 같이 보기
- 한국금융정보학회
- 한국금융투자협회
- 자본시장연구원
- 한국금융연수원
- 국제금융연수원